# Christijanovo
Christijanovo (bulgariska: Християново) är ett distrikt i Bulgarien.   Det ligger i kommunen Obsjtina Stara Zagora och regionen Stara Zagora, i den centrala delen av landet, 190 km öster om huvudstaden Sofia.
Trakten runt Christijanovo består till största delen av jordbruksmark. Runt Christijanovo är det ganska tätbefolkat, med 155 invånare per kvadratkilometer.